# جيم بوشامب
جيم بوشامب (بالإنجليزية: Jim Beauchamp)‏ هو لاعب كرة قاعدة أمريكي، ولد في 21 أغسطس 1939 في فينيتا في الولايات المتحدة، وتوفي في 25 ديسمبر 2007 في أتلانتا في الولايات المتحدة بسبب ابيضاض الدم.

## وصلات خارجية
- جيم بوشامب على موقع دوري كرة القاعدة الرئيسي (الإنجليزية)
- جيم بوشامب على موقعبيزبول رفرنس.كوم (الدوري الرئيسي) (الإنجليزية)
- جيم بوشامب على موقعبيزبول رفرنس.كوم (الدوري الثانوي) (الإنجليزية)
- جيم بوشامب على موقع إي إس بي إن.كوم (أم.أل.بي) (الإنجليزية)
- جيم بوشامب على موقع مشجعي الرسوم البيانية (الإنجليزية)